# Train (band)
 For alternative betydninger, se Train (flertydig). (Se også artikler, som begynder med Train)
Train er et amerikansk poprock-rockband, der blev dannet i 1994 i San Francisco i Californien. Bandet består i dag af Pat Monahan (vokal) og Jimmy Stafford (guitar), der fungerer som bandets ansigter udadtil, samt Jerry Becker (guitar, keyboard) og Hector Moldonado (bass), der turnerer som en del af bandet. Train er bedst kendt for internationale hits som "Drops of Jupiter (Tell Me)", "Hey, Soul Sister" og "Drive By", hvoraf førstenævnte vandt to Grammy Awards i 2002. I 2011 indbragte "Hey, Soul Sister" bandet dets tredje Grammy Award.
Train blev dannet i 1994 af Pat Monahan og Rob Hotchkiss, og i 1998 finansierede bandets medlemmer selv det selvbetitlede debutalbum. Albummet "Train" fik rimelig succes og toppede bl.a. Heatseekers' liste i 1999 anført af singlen "Meet Virginia", der samme år nåede plads nummer 15 på The Billboard Hot 100, og i dag er den oftest figurerende sang fra debutalbummet til Trains koncerter. Siden hen har bandet oplevet en del udskiftning blandt dets medlemmer. Den største omvæltning kom i forbindelse med bandets midlertidige opbrud i 2006. Bandets fjerde album, "For Me, It's You", var således præget af megen intern uro; under arbejdet med dette var der angiveligt intet lederskab i gruppen og bandet var havnet i en identitetskrise. Efter udgivelsen af dette album i 2006 brød bandet følgelig op, og medlemmerne gik hvert til sit. Forsanger Pat Monahan udgav i efteråret 2007 soloalbummet, "Last of Seven".
I 2009 gik Pat, Jimmy og Scott imidlertid sammen igen for at gendanne bandet Train. De valgte at tage afsked med flere af de gamle bandmedlemmer og rekruttere nye i form af Jerry Becker og Hector Moldonado. I oktober samme år udgav bandet så dets femte studiealbum, som snart skulle vise sig at blive dets hidtil mest succesfulde. Albummet blev navngivet Save Me, San Francisco, som en tak og hyldest til bandets fødeby. Albummet blev guld-certificeret af RIAA, mens singlen, "Hey, Soul Sister", modtog 6 gange platin. Trains seneste album, California 37, udkom i foråret 2012 og modtog også et guld-certifikat af RIAA.
Den 5. juni 2014 kl. 23:08 offentliggjorde bandet i en meddelelse på deres hjemmeside, at trommeslageren Scott Underwood, én af de tre tilbageværende grundlæggere af Train, havde valgt at forlade bandet. En klar årsag til dette blev ikke givet.

## Diskografi
- Train (1998)
- Drops of Jupiter (2001)
- My Private Nation (2003)
- For Me, It's You (2006)
- Save Me, San Francisco (2009)
- California 37 (2012)